# Tommaso Donà
Tommaso Donà (1434 – Venezia, 11 novembre 1504) è stato un patriarca cattolico italiano.

## Biografia

### Origini e periodo monastico
Appartenente ai patrizi Donà "dalle Trezze" del ramo residente a Santa Maria Formosa, era figlio di Ermolao di Nicolò e Marina di Pietro Loredan. In giovane età perse il padre, morto assassinato mentre tornava da una seduta in Senato (del delitto fu accusato - ingiustamente - Jacopo Foscari, figlio del doge Francesco).
Nel 1461 prese l'abito dei domenicani entrando nel monastero di San Domenico, del quale fu eletto priore nel 1467. Negli anni trascorsi nel cenobio ebbe modo di distinguersi come teologo e predicatore, pubblicando commenti ai Salmi, al Vangelo di Matteo, alle Lettere di Paolo e agli scritti di Tommaso d'Aquino; gli è attribuito anche l'officium per le feste della Visitazione e Santificazione di Maria, comparso nel breviario domenicano di Emerico da Spira (1492). Invece, i sermoni de tempore, de sanctis e de sacramentis rimasero manoscritti nella biblioteca capitolare e furono dispersi nel periodo napoleonico, quando il monastero fu soppresso e demolito.

### Patriarcato
Raggiunta una certa fama, il 1º ottobre 1492 il Senato lo elesse patriarca di Venezia in sostituzione del defunto Maffeo Girardi. In poco tempo la scelta ottenne l'approvazione del pontefice e il 30 novembre il Donà poté essere consacrato prendendo possesso della propria sede.
Tra i primi provvedimenti, un decreto del 18 gennaio 1493 in cui stabiliva che nessun sacerdote potesse candidarsi all'assegnazione dei benefici parrocchiali se non fosse stato prima esaminato dal patriarca, pena la scomunica estesa anche ai laici che proponevano preti non idonei. A quest'ambito si lega la vertenza con i parrocchiani di San Bartolomeo, i quali rivendicavano di poter eleggere il proprio pievano a dispetto della giurisdizione del patriarca. La disputa si protrasse a lungo: il 18 gennaio 1496 il Donà si rivolse al Senato, ma il suo appello cadde nel vuoto in quanto la questione fu rinviata sine die; otto anni dopo, il 29 marzo 1503, tornò al Pregadi adducendo che il sacerdote scelto dai parrocchiani era stato scomunicato, ma anche in questo caso ottenne un nulla di fatto.
Il 13 gennaio 1495 accolse la richiesta della famiglia Soranzo, giuspatroni della parrocchia di Jesolo, di costruire un nuovo luogo di culto con canonica annessa in quanto la vecchia chiesa di Santa Maria Assunta, già cattedrale della diocesi di Equilio, era divenuta impraticabile. Precisò, tuttavia, che il materiale da costruzione fosse recuperato da altri edifici in rovina e non dall'ex cattedrale che andava invece conservata.
Il 25 gennaio 1497 ottenne dal pontefice il permesso di agire contro prete Francesco, penitenziere maggiore della cattedrale accusato di alto tradimento contro la Repubblica. Il 21 febbraio successivo vietò a Luca Giunta di stampare Le metamorfosi di Ovidio, imponendogli di correggere alcune illustrazioni considerate scandalose.
Il 18 giugno 1500 non prese parte alla processione del Corpus Domini: forse già allora soffriva di gotta, male che lo afflisse durante gli ultimi anni portandolo, infine, alla morte. Anche il 13 dicembre successivo non poté presenziare all'incontro tra il doge Agostino Barbarigo e il cardinale Ippolito d'Este, in visita a Venezia mentre si recava in Ungheria.
Nel marzo 1501 promulgò un decreto per sfavorire la scarsa devozione che si osservava nella basilica di San Marco; ma il 13 dello stesso mese l'ordinanza fu respinta dal doge, il quale ricordava come la gestione della basilica fosse di sua competenza.
Il 27 marzo 1502 chiese al governo di accettare la sua rinuncia al patriarcato a causa della gotta che continuava a tormentarlo, tuttavia le dimissioni furono respinte.
Altro importante aspetto del suo episcopato fu il rinnovo della cattedrale di San Pietro, sebbene non sia possibile datarlo con precisione. Per sua iniziativa la chiesa fu ristrutturata dalle fondamenta e arricchita di opere d'arte, inoltre le venne aggiunto il battistero di San Giovanni - ora perduto - che gli servì da oratorio privato. Si occupò anche del restauro del palazzo patriarcale, nonché dell'acquisto di una villa per i soggiorni estivi a Mirano (la quale rimase ai patriarchi sino alla metà dell'Ottocento).
Morì l'11 novembre del 1504, «di gote e febre e non vedeva degli occhi» come annotò Marin Sanudo. Benché gravemente malato, non volle rinunciare a un'ultima Messa celebrata al suo capezzale e pare fosse spirato proprio mentre riceveva l'eucaristia. I funerali si svolsero due giorni dopo in cattedrale, venendo poi sepolto nel battistero di San Giovanni Battista da lui edificato.